# (40) Harmonie
Pour les articles homonymes, voir Harmonie (homonymie).
(40) Harmonie est un gros astéroïde de la ceinture principale d'astéroïdes. Il a été découvert par l'astronome franco-allemand Hermann M. S. Goldschmidt, le 31 mars 1856, et nommé d'après Harmonie, fille d'Arès et d'Aphrodite, déesse grecque de l'harmonie. Le nom a été choisi pour marquer la fin de la guerre de Crimée.
Le spectre de (40) Harmonie correspond à un astéroïde de type S dans le système de classification de Tholen, et est similaire aux météorites achondrites primitives.
Les observations photométriques de l'observatoire Organ Mesa à Las Cruces au Nouveau-Mexique en 2008-09 ont été exploitées pour déduire une courbe de lumière qui a montré quatre minima et maxima inégaux par cycle. La courbe montre une période de 8.909 ± 0,001 heures avec une variation de luminosité de 0,28 ± 0,02 d'amplitude. Ce résultat est compatible avec les études précédentes.
Les observations issues de l'Interférométrie des tavelures réalisées avec le télescope Nicholas U. Mayall de l'observatoire de Kitt Peak au cours des années 1982-84 n'ont pas permis de découvrir de satellite. En 1988, une nouvelle recherche de satellites ou de poussière en orbite autour de cet astéroïde a été réalisée en utilisant le télescope UH88 des observatoires du Mauna Kea, mais l'effort est resté vain.

## Compléments